# Antracyt (miasto)
Antracyt (ukr. Антрацит, trl. Antracit, do 1962 Bokowo-Antracyt, ros. Антрацит, trl. Antracit) – miasto na Ukrainie w obwodzie ługańskim, położone w Donieckim Zagłębiu Węglowym.

## Historia
Miasto posiada prawa miejskie od 1938.
Od 2014 roku znajduje się pod kontrolą Ługańskiej Republiki Ludowej.

## Demografia
- 1959 – 24 462[5]
- 1989 – 71 655[2][6]
- 1991 – 73 000[4]
- 2004 – 61 600[3]
- 2013 – 54 640[7]
- 2014 – 54 242[1]

## Gospodarka
Ośrodek wydobywczy węgla kamiennego, powstały z połączenia kilku osiedli górniczych, nadto przemysł maszynowy, lekki oraz materiałów budowlanych.